# Emeiboszanger
De emeiboszanger (Phylloscopus emeiensis) is een zangvogel uit de familie Phylloscopidae. De vogel werd in 1995 geldig beschreven door de Zweedse vogelkundigen Per Alström en Urban Olsson.

## Kenmerken en taxonomie
De vogel is 11 tot 12 cm lang. Het is een typische boszanger met een heldere gele wenkbrauwstreep en een lichte kruinstreep. Van boven is de vogel olijfkleurig groen met een dubbele vleugelstreep. Van onder is de vogel lichtgrijs. De vogel lijkt uiterlijk zeer sterk op Blyths boszanger (P. reguloides), maar uit onderzoek naar de zang en andere geluiden van deze soort en verwante soorten, bleek een groot verschil waardoor tot de status als aparte soort is geconcludeerd.

## Verspreiding en leefgebied
Deze soort komt voor in zuidelijk China. De leefgebieden liggen in loofbos op hellingen tussen de 300 en 2900 meter boven zeeniveau. Waarschijnlijk overwintert de vogel zuidelijk van het broedgebied; er zijn waarnemingen uit Myanmar. 